# Hitov Spur
Der Hitov Spur (englisch; bulgarisch Хитов рид Chitow rid) ist ein schmaler, felsiger, 6,3 km langer und bis zu 1400 m hoher Gebirgskamm an der Oskar-II.-Küste des Grahamlands auf der Antarktischen Halbinsel. Vom Forbidden Plateau erstreckt er sich 16,5 km nordwestlich des Mount Quandary, 6,3 km nördlich des Marchaevo Peak, 6,35 km ostnordöstlich des Mount Walker und 12,7 km südöstlich des Pishtachev Peak in ostsüdöstlicher Richtung in den Hektoria-Gletscher hinein.
Britische Wissenschaftler kartierten ihn 1978. Die bulgarische Kommission für Antarktische Geographische Namen benannte ihn 2013 nach dem bulgarischen Freiheitskämpfer Panajot Chitow (1830–1918) in Verbindung mit der gleichfalls nach diesem benannten Ortschaft Panajot Chitowo im Nordosten Bulgariens.